# Anatoli Volkov
Anatoli Volkov, né le 8 mars 1948 en Russie, est un ancien joueur de tennis amateur soviétique.

## Carrière
Il a joué et perdu deux matchs de Coupe Davis contre la Suède en 1975 à Jurmala. Il a remporte deux matchs dans un tournoi du Grand Chelem : contre Jaime Fillol en 1971 et contre José Edison Mandarino en 1975. En double mixte, il a atteint les quarts de finale à Roland-Garros en 1975 avec Mariana Simionescu. Sur le circuit ATP, il est quart de finaliste à Beckenham en 1968.
Il a participé aux tournois de démonstration et d'exhibition des Jeux olympiques de Mexico en 1968.

## Parcours dans les tournois duGrand Chelem

### En simple
| Année | Open d'Australie | Open d'Australie | Internationaux de France | Internationaux de France | Wimbledon       | Wimbledon  | US Open | US Open |
| ----- | ---------------- | ---------------- | ------------------------ | ------------------------ | --------------- | ---------- | ------- | ------- |
| 1970  | —                | —                | 1er tour (1/64)          | P. Beust                 | 1er tour (1/64) | R. Emerson | —       | —       |
| 1971  | —                | —                | 2e tour (1/32)           | J. Chanfreau             | —               | —          | —       | —       |
| 1974  | —                | —                | 1er tour (1/64)          | C. Pasarell              | —               | —          | —       | —       |
| 1975  | —                | —                | 2e tour (1/32)           | J. Kodeš                 | —               | —          | —       | —       |

N.B. : à droite du résultat se trouve le nom de l'ultime adversaire.

### En double
| Année | Open d'Australie | Open d'Australie | Internationaux de France   | Internationaux de France | Wimbledon                   | Wimbledon              | US Open | US Open |
| ----- | ---------------- | ---------------- | -------------------------- | ------------------------ | --------------------------- | ---------------------- | ------- | ------- |
| 1968  | —                | —                | —                          | —                        | 1er tour (1/32) V. Korotkov | C. Graebner J. Osborne | —       | —       |
| 1970  | —                | —                | 1er tour (1/32) T. Kakulia | J.-C. Barclay D. Contet  | 2e tour (1/16) V. Korotkov  | J. Alexander P. Dent   | —       | —       |
| 1971  | —                | —                | 2e tour (1/16) T. Leius    | J. Alexander P. Dent     | —                           | —                      | —       | —       |
| 1974  | —                | —                | 2e tour (1/16) T. Kakulia  | P. Barthès F. Jauffret   | —                           | —                      | —       | —       |
| 1975  | —                | —                | 2e tour (1/16) T. Kakulia  | B. Borg G. Vilas         | —                           | —                      | —       | —       |

N.B. : le nom du ou de la partenaire se trouve sous le résultat ; le nom des ultimes adversaires se trouve à droite.

## Parcours aux Jeux olympiques

### En simple messieurs
| # | Date       | Nom de l'olympiade                 | Surface      | Résultat      | Ultime adversaire | Score                   |          |
| - | ---------- | ---------------------------------- | ------------ | ------------- | ----------------- | ----------------------- | -------- |
| 1 | 14/10/1968 | Jeux olympiques d'été, Guadalajara | Terre (ext.) | 1er tour      | Jim McManus       | 6-2, 2-6, 3-6, 6-4, 7-5 | Parcours |
| 2 | 28/10/1968 | Jeux olympiques d'été, Mexico      | Terre (ext.) | 1/4 de finale | Rafael Osuna      | 6-2, 7-5                | Parcours |

### En double messieurs
| # | Date       | Nom de l'olympiade                | Surface      | Résultat      | Partenaire        | Ultimes adversaires            | Score              |          |
| - | ---------- | --------------------------------- | ------------ | ------------- | ----------------- | ------------------------------ | ------------------ | -------- |
| 1 | 14/10/1968 | Jeux olympiques d'été Guadalajara | Terre (ext.) | 1/4 de finale | Vladimir Korotkov | Juan Gisbert Manuel Santana    | 3-6, 6-4, 6-3, 6-4 | Parcours |
| 2 | 28/10/1968 | Jeux olympiques d'été Mexico      | Terre (ext.) | Bronze        | Vladimir Korotkov | Pancho Guzmán Teimuraz Kakulia | Partage            | Parcours |